# Sigła
Sigła (prononciation : [ˈɕiɡwa]) est un village polonais de la gmina d'Aleksandrów dans le powiat de Biłgoraj de la voïvodie de Lublin dans l'est de la Pologne.
Il se situe à environ 4 kilomètres à l'est de Aleksandrów (Biłgoraj) (siège de la gmina), 19 kilomètres au sud-est de Biłgoraj (siège du powiat) et 92 kilomètres au sud de Lublin (capitale de la voïvodie).
Le village comptait approximativement une population de 15 habitants en 2008.

## Histoire
De 1975 à 1998, le village est attaché administrativement à la voïvodie de Zamość.

Depuis 1999, il fait partie de la voïvodie de Lublin.

## Galerie
Quelques vues du village:

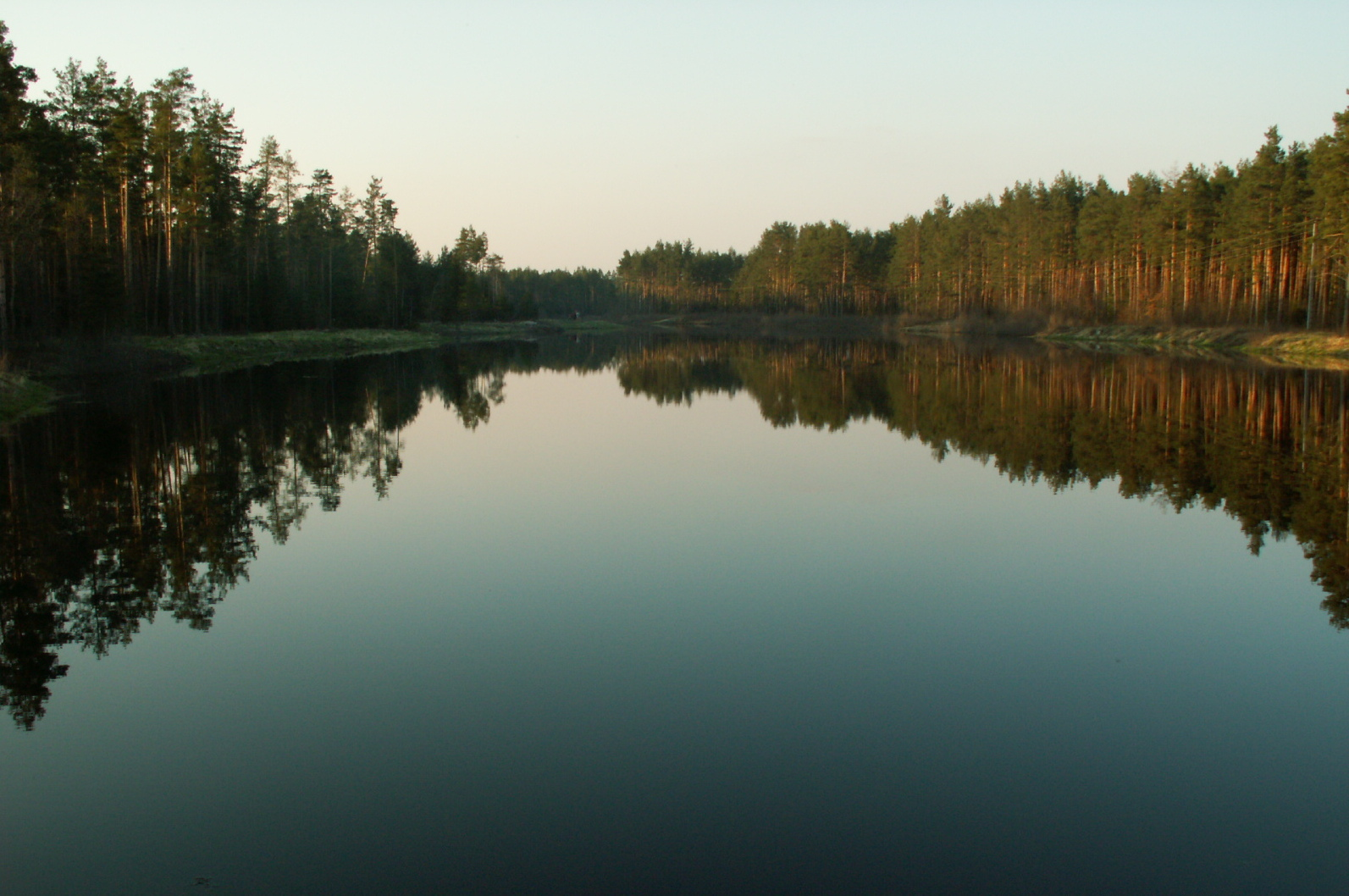
La rivière Szum
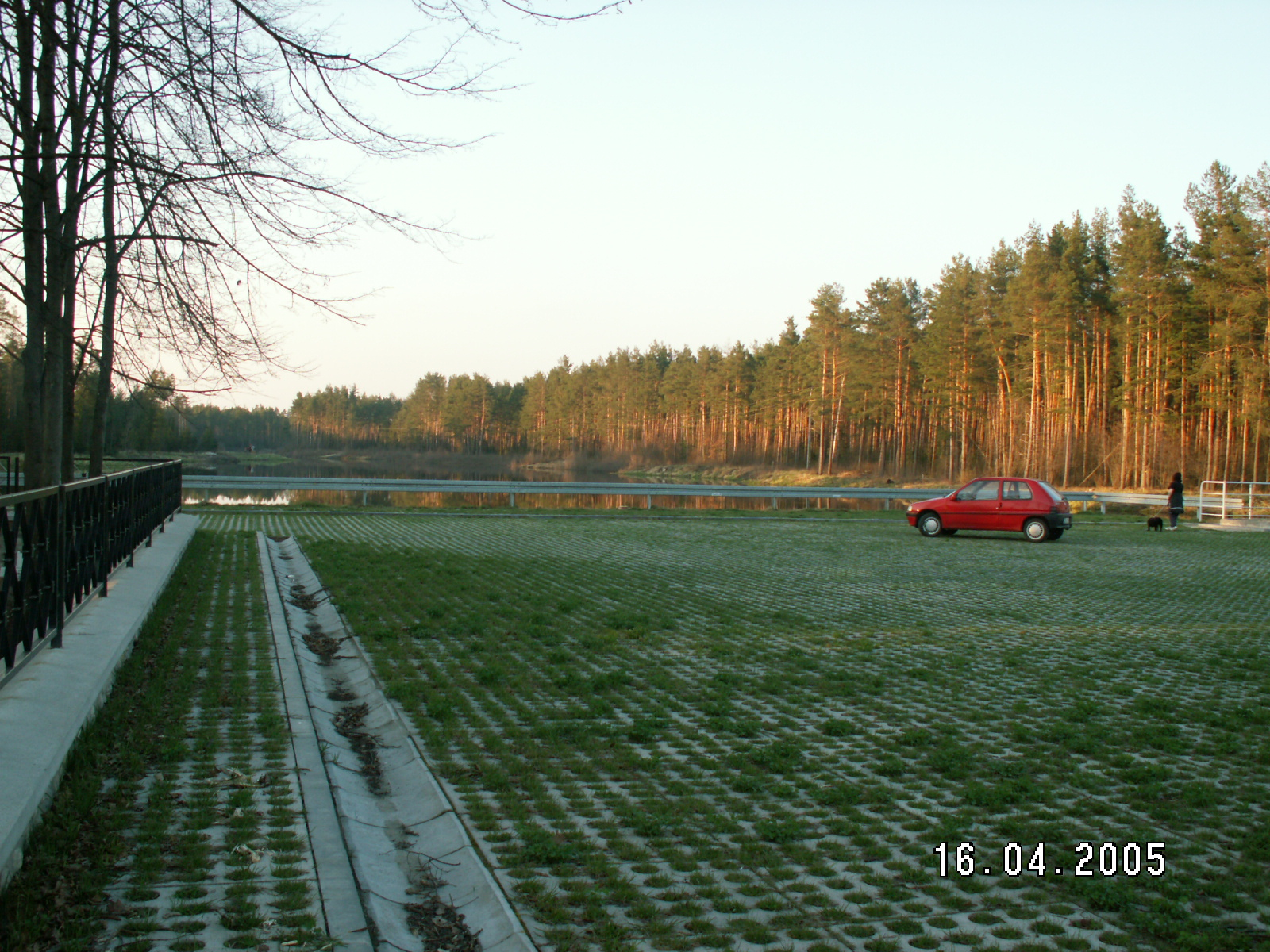
Parking devant le barrage d'eau
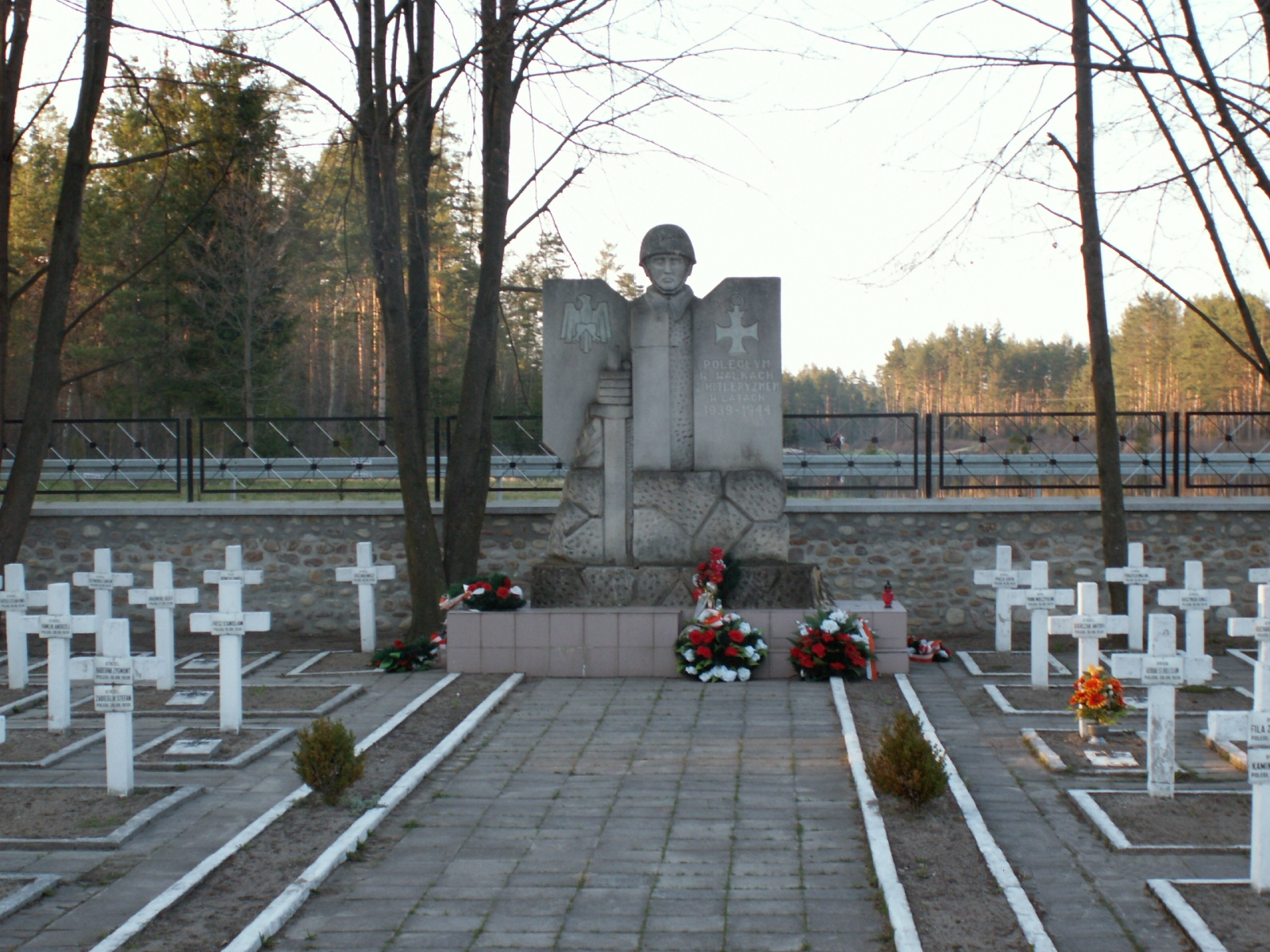
Cimetière de septembre 1939